# RENDO
RENDO (Regionaal Nutsbedrijf voor Zuid-Drenthe en Noord-Overijssel) is een Nederlandse netbeheerder van energienetten die gevestigd is in Noordoost-Nederland. Het is een betrekkelijk klein energiebedrijf met ongeveer 125 werknemers in dienst.

## Organisatiestructuur
De RENDO groep bestaat uit N.V. RENDO Holding, RENDO Beheer, N.V. RENDO, Enavi, N-TRA, RE-NET en RE-NET Hoogeveen. Het hoofdkantoor is in Meppel, waar alle RENDO-onderdelen zijn gevestigd. RENDO Netwerken beheert en onderhoudt het gas- en elektriciteitsnetwerk in de regio Zuid-Drenthe en Noord-Overijssel. RENDO Netwerken is de merknaam van N.V. RENDO. RENDO Duurzaam is specialist op het gebied van energieadvisering, en maakt al meer dan 25 jaar deel uit van RENDO. In het verleden deed RENDO Duurzaam ook onderhoud aan gasapparaten, deze activiteiten zijn in 2015 verkocht aan de Energiewacht groep. RENDO Beheer B.V. is verantwoordelijk voor de ondersteunende stafdiensten. ENAVI staat conform de meetcode elektriciteit vermeld in het MV-register elektriciteit van Tennet TSO. N-TRA is belast met de energietransitie en RE-NET en RE-NET Hoogeveen richten zich op glasvezel.
Tot 2006 was RENDO ook energieleverancier. Dat deel van het bedrijf is destijds verkocht aan Electrabel. In 2012 startte het OM en de FIOD een onderzoek naar onregelmatigheden bij deze verkoop.

## Regio
Rendo beheert de gasnetten in de gemeenten Meppel, Westerveld, De Wolden, Hoogeveen, Coevorden, Hardenberg, Staphorst, Zwartewaterland en Steenwijkerland. In een deel van Steenwijkerland en Hoogeveen is zij ook verantwoordelijk voor het elektriciteitsnetwerk.